# Zeugandromyces
Zeugandromyces — рід грибів родини Laboulbeniaceae. Назва вперше опублікована 1912 року.

## Класифікація
До роду Zeugandromyces відносять 4 види:
- Zeugandromyces assingii
- Zeugandromyces australis
- Zeugandromyces orientalis
- Zeugandromyces stilici